# Kayalık, Çukurca
Kayalık là một xã thuộc huyện Çukurca, tỉnh Hakkâri, Thổ Nhĩ Kỳ. Dân số thời điểm năm 2011 là 48 người.